# Юрий Вичев
Юрий Томов Вичев е български самодеен диригент.

## Биография
Роден е на 6 септември 1926 година в град Шумен, починал на 7 януари 2012 г. Още като ученик създава и ръководи театрално-музикална трупа при читалище „Напредък“ в Шумен – 1943 г. Тази трупа е създадена с цел подпомагане възстановяването на изгорялата църква „Св. св. Три Светители“. Оркестърът, който е бил основният компонент на трупата, е съставен от любители –оркестранти, болшинството от които са били ученици в последните класове на гимназията. Репертоарът на състава в началото е бил съставен предимно от народна музика и популярни шлагери. Впоследствие по примера на популярния по това време „Джаз Овчаров“ съставът се оформя като поп, с преобладаващи чужди и наши шлагери, както и джазови пиеси под името „Джаз Чайка“. Част от музикалните номера са били композирани или аранжирани от Юрий Вичев. Освен концертите в Шумен, съставът е гостувал с успех в градовете Нови пазар, Каспичан, Търговище, Смядово, Попово и др.
Участници в поп оркестъра „Джаз Чайка“ са шуменци, някои от които стават известни личности в обществения и музикалния живот на града и страната. Съставът е бил от 14 – 15 оркестранти: цигулки, тромпети, кларинет, тромбон, контрабас, акордеони, китари и ударни инструменти.
Диригент на оркестъра е Юрий Вичев – бъдещ диригент на хорове и оркестри към Народно военно медицинско училище – София и към Общовойскова болница – сега Висш медицински институт-София.
Постановчик-сценарист е Милко Великов – бъдещ архитект и заместник кмет на Шумен.
В състава на оркестъра са участвали:
- Добри Палиев – ударни инструменти и акордеон – бъдещ професор в Държавна музикална академия – София – основател на специалността „ударни инструменти“.
- Георги Димитров – кларинетист – бъдещ хорист в смесения хор на Българското национално радио – София.
- Радко Илиев – тромпетист – бъдещ музикален оформител в БНР – София.
- Евгени Бакалов – водещ на програмата и изпълнител на хумористични скечове – бъдещ актьор във Варненския драматичен театър.
- Ото Палиев – цигулка – бъдещ оркестрант в камерен оркестър „Софийски солисти“.
- Участници в оркестъра са били и Георги Начев – цигулка, Нисим Фархи – цигулка, Данчо Марков – китара, Веско Христов-ударни, Пенчо Янков – тромпет, Ваханик Чилингирян – акордеон и други.

„Джаз Чайка“ съществува до края на 1945 година. След тази година оркестърът окончателно преустановява дейността си, тъй като по-голямата част от участниците му завършват гимназия и е трябвало да отбият военната си служба.
След завършване на средното си образование, Юрий Вичев отбива военната си служба в Народно военно медицинско училище в София. Още като курсант, той създава и дирижира хоров колектив от курсанти, с който ежегодно участва в организираните фестивали между военните училища и получава отлични резултати, множество награди, почетни знамена и персонални оценки. В репертоара на хора влизат и песни, които той е композирал и са се изпълнявали с успех както в строя така и на концертния подиум. Една от неговите песни – „Марш на НВМедУ“ е посветена на училището. Хорът е изпълнявал част от програмата си и в Радио София. Под ръководството на Вичев се сформира и естраден оркестър от музикални таланти сред курсантите – певци и инструменталисти, които се изявяват в хумористични фарсови постановки. Участва с успех в концертни програми и фестивали, на които печели награди.
През годините /1953 – 1956/ вече като офицер в НВМедУ, създава смесен хор към Общовойсковата болница наброяващ 100 души от курсанти и медицински сестри, който е отличен за „първенец“ между хоровете към тиловите поделения на БНА. Междувременно, той дирижира и хорове и вокални групи към различни ведомства в София.
Юрий Вичев продължава да се интересува активно от музикалните събития в Шумен, още повече, че негова сестра е проф. Венета Вичева – дългогодишен диригент на хоровете „Родни звуци“ и „Бодра песен“. Винаги присъства на изявите на хоровете, които следи с интерес и много компетентно и точно преценява постиженията им. Тази близост поражда у него желание да поздрави диригента и хористите на хор „Родни звуци“ по случай 100 години от основаването на хора /1998/с „Възпев на „Родни звуци“, с който той изненадва юбилярите, а те изпълняват неговия възпев с голям успех на юбилейното си честване. От тогава този възпев се изпълнява винаги в началото на концертите, посветени на кръгли годишнини на хора. За детския хор „Бодра песен“ е написал песен, която се изпълнява за първи път от хора през 2010 г. Песента отразява камбанния звън на камбаните на църквата „Св. св. Три Светители“ в Шумен.
Синът му, Томислав Вичев, е пианист и публицист.